# Webera fusifera
Webera fusifera là một loài rêu trong họ Bryaceae. Loài này được Mitt. Broth. mô tả khoa học đầu tiên năm 1924.